# Теософия
Теосо́фия (др.-греч. θεοσοφία «божественная мудрость», «богопознание») — оккультное эзотерическое движение, основанное в Соединённых Штатах в конце XIX века русской иммигранткой Еленой Блаватской и опирающееся преимущественно на её же труды. Источниками учения послужили как старые европейские философии, такие как гностицизм и неоплатонизм, так и азиатские религии, такие как индуизм и буддизм.
Согласно Блаватской, теософия учит, что существует древнее и скрытное братство духовных адептов, известных как Учителя, которые, хотя и находятся по всему миру, сосредоточены в Тибете. Теософы считают, что эти Учителя развили великую мудрость и сверхъестественные силы. Также теософы считают, что именно они положили начало современному теософскому движению, распространяя свои учения через Блаватскую.
Влияние учения Блаватской простиралось далеко за пределы теософских кругов и проявилось в идеологии нацизма.

## Этимология
На собрании Miracle Club в Нью-Йорке 7 сентября 1875 года Блаватская, Олкотт и Джадж согласились создать организацию, а Чарльз Сотеран предложил назвать её Теософским обществом. Прежде чем принять название «теософский», они обсуждали различные потенциальные имена, в том числе Египетское общество, Герметическое общество и Общество розенкрейцеров. Этот термин не был новым, но ранее использовался в различных контекстах филалетианцами и христианским мистиком Якобом Бёме. Этимологически этот термин произошел от греческих слов греч. θεός «Бог» + греч. σοφία «мудрость», что означает «божественная мудрость» или «мудрость Бога».
Термин теософия появился (как на греческом, так и на латинском) в трудах отцов ранней церкви как синоним теологии. В своей книге «Ключ к теософии» Блаватская заявила, что термин «теософия» был придуман «александрийскими философами», особенно Аммонием Саккасом.

## Определение
Основательница теософии, Елена Блаватская, настаивала на том, что это не религия, хотя она называла теософию современной передачей «некогда универсальной религии», которая, как она утверждала, существовала в глубине человеческого прошлого. То, что теософию не следует называть религией, является утверждением, которое поддерживалось теософскими организациями, которые вместо этого рассматривают её как систему, которая охватывает то, что они считают «существенной истиной», лежащей в основе религии, философии и науки. В результате теософские группы позволяют своим членам придерживаться других религиозных убеждений, в результате чего есть теософы, которые также идентифицируют себя как христиане, буддисты или индуисты.
Религиоведы, изучавшие теософию, характеризуют её как религию. В своей истории теософского движения Брюс Ф. Кэмпбелл отметил, что теософия пропагандирует «религиозное мировоззрение», используя «явно религиозные термины», и что её центральные принципы не являются однозначным фактом, а скорее принимаются на веру. Олаф Хаммер и Микаэль Ротштейн назвали теософию «одной из самых важных религиозных традиций современного мира». Различные ученые указывали на её эклектическую природу; Джосселин Годвин описал теософию как «универсально эклектичное религиозное движение», в то время как ученый Дж. Джеффри Франклин охарактеризовал теософию как «гибридную религию» за её синкретическую комбинацию элементов из различных других источников. В частности, теософия была классифицирована как новое религиозное движение.

## История
Термин «теософия» известен со II века н. э., когда его стали употреблять неоплатоники: Аммоний Саккас и его ученики, создавшие философскую систему, главной целью которой было примирить все религии, утвердив единый универсальный принцип и общую систему этики, основанной на вечных истинах.
В «Ареопагитиках» термин «теософия» используется как синоним термина «теология».
После Шеллинга термин «теософия» употребляли в качестве названия своего мировоззрения Ф. К. фон Баадер, А. Розмини («Teosofia»), Ф. Б. Трентовский («Teosofia wszystkich ludów»).
Под влиянием Шеллинга, в системе Владимира Соловьёва появляется термин «свободная теософия». Постулируется, что свободная теософия является цельным знанием — высшим синтезом рационального и эмпирического знания с мистическим знанием. Характеристика «свободная» подчёркивает отличие от традиционной теософии, заявляя, что свободная теософия есть творческий продукт критической мысли, опыта и мистического откровения.
Теософское общество было в значительной степени созданием двух людей: Елены Блаватской и Генри Стила Олкотта. Христианство во второй половине XIX века в Соединенных Штатах столкнулось с трудностями в результате быстрой урбанизации и индустриализации, высокого уровня иммиграции и растущего понимания теории эволюции, которая бросила вызов традиционным христианским представлениям об истории. В разных частях страны были созданы различные новые религиозные общины, в том числе Свободное религиозное объединение, Новое мышление, Христианская наука и Спиритуализм (религия).

## Верования и учения
Хотя в трудах видных теософов изложен набор учений, само Теософское общество заявляет, что у него нет официального учения, с которыми должны соглашаться все члены. Следовательно, в нем есть доктрина, но не как догма. Общество заявило, что единственный принцип, которого должны придерживаться все члены, — это обязательство «сформировать ядро Всеобщего Братства Человечества без различия расы, вероисповедания, пола, касты или цвета кожи». Это означает, что были члены Теософского общества, которые скептически относились ко многим или даже ко всем теософским доктринам, оставаясь при этом сочувствующими его основной цели — всеобщему братству.
Как отмечает Сантуччи, теософия «в основном основана на трудах» Блаватской, однако последующие теософы, такие как Анни Безант и Чарльз Ледбитер, внесли некоторые изменения и нововведения в учение. Блаватская утверждала, что эти теософские доктрины не были ее собственным изобретением, а были получены от братства скрытных духовных адептов, которых она называла «Учителями» или «Махатмами».
Большая часть теософии Блаватской сохранилась в современной теософской литературе и заимствована из индуизма, тибетского буддизма, гностицизма и люциферианского оккультизма. Первый источник внес вклад в теософскую теорию «расового цикла», согласно которой происходит периодическая смерть и возрождение (юга) человеческой расы, избавляя человечество от слабых и старых «эго» и обеспечивая духовное развитие. На вершине нынешнего цикла человечества находятся «арийцы»; на противоположном конце стоят «лемурийцы», древняя раса, воплощающая «наименее развитые эго», которые, тем не менее, бросили вызов закону расовых циклов, пережив несколько юг вплоть до наших дней. «Тайная доктрина» рассматривает иудейскую веру как вредную для человеческой духовности. В оккультной традиции (как, например, у духовной преемницы Блаватской Алисы Бейли), лемурийцы дали начало евреям. Каждая раса несёт особую карму, причём утверждается, что страдания евреев на протяжении истории справедливо вызваны их «расовой кармой».

## Распространение
В течение первого столетия своего существования теософия утвердилась как международное движение. Кэмпбелл считал, что с момента своего основания и до 1980 года теософия приобрела десятки тысяч приверженцев. Он отметил, что в тот последний год в Адьярском теософском обществе насчитывалось около 35 000 членов (9 000 из которых были в Индии), около 5500 членов Теософского общества в Америке, около 1500 членов Международного теософического общества (Пасадена) и около 1200 членов Объединенной Ложи Теософии. Членство в Теософском обществе достигло своего пика в 1928 году, когда в нем было 45 000 членов. Ложа Общества в Окленде, Новая Зеландия, была одним из крупнейших в мире, насчитывавшим более 500 членов в 1949 году.
Теософские группы состоят в основном из отдельных лиц, а не из семей. Кэмпбелл отметил, что эти члены были отчуждены от обычных социальных ролей и практик.
Как отмечает Диксон, в конце девятнадцатого и начале двадцатого веков Теософское общество «обращалось прежде всего к элите, образованному, среднему и верхнему среднему классу». По её словам, это была «религия для „мыслящих классов“». Кэмпбелл заявил, что теософия привлекает «нетрадиционных, либерально настроенных жителей Запада», и, согласно Диксону, они были среди тех, «кто представлял себя как гуманитарная совесть среднего класса, диссидентское меньшинство, которое работало во множестве параллельных организаций, чтобы критиковать доминирующие буржуазные ценности и культуру».
Кэмпбелл также отметил, что теософия привлекла образованных азиатов, и в особенности индийцев, потому что она определила Азию как центральную часть универсальной древней религии и позволила азиатам сохранить традиционные религиозные верования и практики в современных рамках.

## Влияние
Учение Блаватской повлияло на ариософию, созданную Гвидо фон Листом и Йёргом Ланцем фон Либенфельсом. Ариософы начали деятельность в Вене накануне Первой мировой войны, объединив идеи народнического (völkisch) немецкого национализма, расизма и оккультизма, который они почерпнули из теософии Блаватской. Они ставили цель предсказать и оправдать будущую эру немецкого мирового порядка и стали одними из предшественников нацизма.
Одним из связующих звеньев учения Блаватской и идеологии нацизма был барон Рудольф фон Зеботтендорф, преданный поклонник Блаватской и основатель Общества Туле, созданного в 1918 году в Мюнхене. Эта организация многое заимствовала из «Тайной доктрины». Среди её членов или близких к нему лиц было несколько будущих нацистских лидеров. Ещё в 1920 году Зеботтендорф называл евреев космическими врагами, и конечной целью, по его мнению должно быть «очищение» от них. Другим связующим звеном был ученик Блаватской Карл Хаусхофер, чьи «геополитические» доктрины служили нацистам до и после 1933 года, и который, как предполагают некоторые, мог познакомить Гитлера с «Тайной доктриной» после их встречи в Ландсбергской тюрьме в 1924 году. Ещё один ученик Блаватской, Дитрих Эккарт, с гордостью заявлял, что посвятил Гитлера в «Тайную доктрину».